# Aeonium glandulosum
Aeonium glandulosum je sukulentní rostlina z čeledi tlusticovité (Crassulaceae). Jde o endemit Madeirského souostroví, najdeme ho na ostrovech Madeira, Porto Santo a Desertas.

## Popis
Charakteristické zelené (případně rudnoucí) růžice dužnatých listů o průměru až 45 cm jsou přisedlé nebo téměř přisedlé na krátkém stonku. Listy jsou žlaznatě chlupaté. Květenství má mnoho žlutých květů. Po odkvětu rostlina obvykle hyne.

## Stanoviště
Na Madeiře roste na skalách pobřežní vegetace, místy zasahuje do vavřínových deštných pralesů ve středních výškových polohách Madeiry a častý je na skálách pásma vysokohorské vegetace v oblasti Pico do Arieiro a Pico Ruivo.